# 21311 Servius
21311 Servius este o planetă minoră (asteroid) din centura de asteroizi. A fost descoperită pe 4 decembrie 1996 la osservatorio Colleverde di Guidonia⁠(d) de Vincenzo Silvano Casulli⁠(d) și a fost numită după Servius Tullius. 
Obiectul prezintă o orbită caracterizată de o semiaxă mare de 2,2270429 UAi, o excentricitate de 0,09, o înclinație de 6,59451 ° în raport cu ecliptica.